# Albaredo per San Marco
Albaredo per San Marco (Albarii in dialetto locale, AFI: [albaˈriː]) è un comune italiano di 285 abitanti della provincia di Sondrio in Lombardia
Rinominato con regio decreto del 28 giugno 1863 da Vittorio Emanuele II  in Albaredo per San Marco, il comune è situato sul versante orobico della Valtellina, nel cuore della valle omonima, ed è attraversato dall'antica via Priula.
Il nome ufficiale del comune fa riferimento precisamente alla funzione in epoca moderna (secc. XVII-XVIII), determinata da tale strada, di luogo di passaggio di traffici tra i domini dei Grigioni in Valtellina e quelli di "San Marco", ossia della Serenissima Repubblica di Venezia.

## Storia

### Simboli
Il gonfalone comunale è un drappo troncato di rosso e di bianco.

## Monumenti e luoghi d'interesse
Al centro del paese c'è la duecentesca chiesa dei Santi Rocco e Sebastiano mentre in località La Madonnina vi è l'Oratorio della Vergine delle Grazie.
Albaredo è anche sede della Porta del Parco delle Orobie Valtellinesi, centro dedicato all'informazione e organizzazione di attività inerenti l'area protetta.

## Società

### Evoluzione demografica
Abitanti censiti

Abitanti censiti

## Economia

### Agricoltura eroica
Albaredo per San Marco è un territorio vocato da secoli per l'agricoltura tipica montana o zootecnia alpina, più recentemente definita agricoltura eroica per le difficoltà nella lavorazione dovuta alla forte pendenza dei versanti che ne impediscono la meccanizzazione. Il prodotto tipico è il matusc, formaggio magro prodotto da ottobre a fine maggio direttamente dai contadini. Altro tipico formaggio è il bitto prodotto nei mesi estivi negli alpeggi, ovvero i pascoli con la mandria allo stato brado a quote superiori ai 1600 m slm, lavorato nei tipici "calecc" con latte intero appena munto e fatto stagionare nelle "casere". Nel centro abitato è in attività il caseificio AlpiBitto che lavora il latte prodotto dalle 12 aziende agricole (2018). Albaredo per San Marco è tra i rarissimi paesi di montagna e dell'arco alpino con un proprio caseificio tipico.

### Turismo
Il turismo rappresenta oramai la parte principale dell'economia locale, sviluppato a partire dagli anni '90 con i numerosi percorsi sentieristici, i Rifugi Alpini, le ciaspole nella stagione invernale, la tipica enogastronomia nei ristoranti del centro abitato e l'attività fly emotion chiusa nel Maggio 2024 per la morte di Ghizlane Moutahir che richiama nel corso dell'anno diverse migliaia di frequentatori. La storica Via Priula a sua volta richiama da tutta Europa appassionati delle vie storiche di comunicazione.
Molto frequentati sono anche gli eventi della Festa patronale di San Rocco il 16 agosto e del percorso di Gustosando lungo le vie del centro abitato il primo e il secondo fine settimana di ottobre.

## Amministrazione
| Periodo        | Periodo        | Primo cittadino   | Partito      | Carica  | Note  |
| -------------- | -------------- | ----------------- | ------------ | ------- | ----- |
| 23 aprile 1995 | 13 giugno 1999 | Franco Furlini    | Lista civica | Sindaco | [ 9 ] |
| 13 giugno 1999 | 13 giugno 2004 | Patrizio Del Nero | Lista civica | Sindaco | [ 9 ] |
| 13 giugno 2004 | 7 giugno 2009  | Patrizio Del Nero | Lista civica | Sindaco | [ 9 ] |
| 7 giugno 2009  | 25 maggio 2014 | Antonella Furlini | Lista civica | Sindaco | [ 9 ] |
| 25 maggio 2014 | 26 maggio 2019 | Antonella Furlini | Lista civica | Sindaco | [ 9 ] |
| 27 maggio 2019 | 9 giugno 2024  | Patrizio Del Nero | Lista civica | Sindaco | [ 9 ] |
| 9 giugno 2024  | in carica      | Matteo Del Nero   | Lista civica | Sindaco | [ 9 ] |